# Aïn Soltane (Souk Ahras)
Aïn Soltane è una città dell'Algeria nella provincia di Souk Ahras nel nord est del Paese.